# Muhammed Tufo
Muhammed-efendija (event. Muhamed) Tufo (1882 Sarajevo, Bosna a Hercegovina – 17. května 1939 Sarajevo, Království Jugoslávie) byl bosenskohercegovský islámský duchovní a pedagog bosňáckého původu.

## Životopis
V rodném Sarajevu navštěvoval ruždii, islámskou základní školu, pak Merhemićovu medresu (Merhemića medresu) a Šarí'atskou soudní školu (absolvoval 1908). Mezi lety 1909 a 1911 působil coby mudarris v medrese v Konjici. Pak byl přijat za pedagoga náboženství v Učitelské škole v Sarajevu (30. března 1912–konec 1913). Do toho přednášel v Gazi Husrev-begově hanikahu. Nato službu přerušil a vydal se za vzděláním do Istanbulu, kde získal řadu prestižních diplomů (rüus, icâzetnâme).
Po návratu do vlasti od 15. října 1916 působil jako hlavní učitel, první muderris, v sarajevské Gazi Husrev-begově medrese, kde nahradil právě zesnulého Mehmeda Refik-efendija Muftiće. Zároveň přednášel v Daru-l-mualliminu, islámské učitelské přípravce. Mezi lety 1916 a 1920 vystupoval jako váiz, kazatel, v Gazi Husrev-begově mešitě. V lednu 1928 byl jmenován za suplenta a pak roku 1931 za profesora v Šarí'atské soudní škole (23. května 1928–8. dubna 1937). Nato působil ve Vyšší šarí‘atsko-teologické škole (Viša islamska šerijatska-teološka škola), nejprve od 8. dubna 1937 jako docent a nato od 14. prosince 1938 coby mimořádný profesor.
Zpočátku aktivně podporoval Jugoslávskou muslimskou organizaci, vůdčí politické hnutí bosenskohercegovských muslimů v meziválečné Jugoslávii.
Přispíval do islámských periodik Muallim (Učitel), Misbah (Světlo) a Jeni Misbah (Nové světlo). Občasně publikoval na stránkách časopisu El-Hidaje a Glasnik Islamske vjerske zajednice Islámského společenství. Roku 1912 byl zvolen do hlavního výboru Sdružení bosensko-hercegovské ‘ilmijje (Udruženje bosansko-hercegovačke ilmijje), stavovské organizace islámských duchovních. Roku 1935 a 1936 se podílel na obnově tohoto sdružení pod názvem El-Hidaje. Při té příležitosti byl předsedou akčního a zakládajícího výboru organizace. Roku 1938 neúspěšně kandidoval na reisu-l-ulemu Islámského společenství.

## Dílo
- Temelji tefsirske i hadiske nauke (Základy tafsírské a hadíské vědy, ed. Enes Karić, Sarajevo 2004), nejprve v čsp. Glasnik Islamske vjerske zajednice